# 林喜重
林 喜重（はやしよししげ、よししげ、1920年（大正9年）7月17日 - 1945年（昭和20年）4月21日）は、日本の海軍軍人。海兵69期。大東亜戦争末期、戦闘機「紫電改」搭乗員として本土防空戦に参加。戦死による一階級昇進で最終階級は海軍少佐。

## 生涯
1920年（大正9年）7月17日、神奈川県鎌倉町浄明寺に生まれた。鎌倉町立第二尋常高等小学校、神奈川県立湘南中学校を卒業。
1938年（昭和13年）4月、海軍兵学校69期に入校。母親は林が軍に入ってからは毎日裏山のお宮に参拝して無事を祈っていた。1941年（昭和16年）3月に同校を卒業、少尉候補生として練習艦隊の重巡「那智」乗組、練習航海に出発。4月、重巡「摩耶」乗組。11月、海軍少尉に任官し第37期飛行学生を拝命。1942年（昭和17年）8月、大分空付、戦闘機専修。1943年（昭和18年）1月、海軍中尉。2月、同教程終了。
1943年（昭和18年）、251空着任。磯崎千利は林を「ウィットに富みユーモアのある明るい人でよくみんなを笑わせていた」と語っている。5月、ラバウル進出。6月7日、P-39を一機撃墜、林の初撃墜となる。9月、253空分隊長着任。11月、厚木海軍航空隊付。1944年（昭和19年）3月1日、海軍大尉任官。3月15日、361空所属の戦闘407飛行隊長兼分隊長に着任。整備分隊長の天沼彦一は、愉快に勤務でき非常にいい人と林を見上げていたという。7月10日、361空は解隊、戦闘407は221空に転属。10月、フィリピン進出。
1944年（昭和19年）12月、戦闘407は343空（剣部隊）に転属。出水空で「紫電」による訓練に従事。1945年（昭和20年）1月末、松山に移動。搭乗機が「紫電改」に代わる。林と鴛淵孝は菅野直に倣って敵をひきつけるために自分の「紫電改」にストライプ模様を描いた。
司令の源田実大佐は、林は大人しい鴛淵大尉とやんちゃな菅野大尉の中間の性格であったが、どちらかと言えば、無口で地味な方であり、部下を愛し、部下には肉親の如く敬愛され、親の語られるところによれば小さい時から体も小さく、頑丈な方ではなかったらしいが、芯は強く、一度目標を定めたが最後、梃子でも動かないところがあったと評している。また、343空の3人の隊長（林、菅野、鴛淵）は兄弟のように仲が良く、林は菅野と我慢比べをしてB-29の空襲下で退避せずに談笑していたこともあったという。副長の中島正中佐は、知将の鴛淵、仁将の林、猛将の菅野と評する。分隊長の市村五郎は「リベラルな感じの人格者」と評する。分隊士の本田稔は林を温情タイプですばらしい隊長と慕っていたという。中尾秀夫上飛曹は「むっつりしたところがあるが熱血漢で操縦技量も高い」と評する。伊奈重頼上飛曹は「温厚で口数少ないが人間的に立派」と評する。青柳茂一飛曹は「部下思いで腕もいい度胸もいいこの隊長のためならと思える兄貴のような人」と評する。宮崎勇（戦闘301）によれば、林は物静かで闘志を内に秘めるタイプの人で、部下からは温厚隊長と信頼され、部下が死ぬと自室で一人泣きするやさしい兄か肉親のように慕われていたという。
1945年（昭和20年）4月16日、鹿児島県喜界島上空の戦闘で林機の増槽が落下しないトラブルが発生。不利な体勢のまま戦うことになり、列機が林をかばいながら戦い、林は区隊の他3機を全てを失う。この日の戦闘では9機が未帰還となったが、そのうち6機を戦闘407から出すという痛ましい結果となった。そしてこれ以降、林は黙考してふさぎ込むようになった。林は、分隊長の市村五郎に便箋でこの日の戦訓を渡した。内容は「列機を大事にせよ」「紫電改の性能はF6Fに劣らない」「増槽が落ちない原因を調査、解消すること」であった。後に増槽落下の不能は航空本部、川西に伝えられて不具合が解消された。
4月20日、343空の隊長間で、B-29迎撃法について議論が交わされた。菅野考案の肉薄攻撃について、鴛淵と林は危険性から反対した。林と菅野が口論になり、林は「明日、撃墜出来なかったら俺はもう帰ってこないぞ」と宣言した。菅野は「そんなにまでする必要はないでしょう。運が悪くて堕ちない時は仕方がないじゃないですか。また次の機会にやれば良い」と言い、林は「いや、君はそれで気が済むかも知れないが、俺には我慢できない。一機も射墜せなければ帰ってこない」と返答した。菅野も「あなたがそれ程までに言われるなら、そうしなさい。私も墜さなければ帰ってこないことにします」と言い返した。しかし、あまりに深刻な様子だったので菅野は飛行長の志賀淑雄少佐に知らせ、鴛淵や市村吾朗となだめ、源田司令も林を呼び出して考え過ぎるなと諭した。
翌21日、B-29が来襲。林は、出撃人員表を管理する本田稔に自分を加えるように指示した。本田は嫌な予感がして志賀飛行長に「今日は私が出ます。何か少し考えすぎているようですから」と相談して志賀の了解をもらったが、林は自分で出撃表に名前を加えて離陸した。林は午前7時ごろ鹿児島県姶良郡福山町（現在の霧島市福山町）上空でB-29の11機編隊と会敵し僚機3機と攻撃を開始したが、攻撃に集中しすぎたために僚機とはぐれてしまう。しかし戦闘301所属の清水俊信一飛曹が出水方面上空で単機戦闘中の林機を発見し応援に駆けつけ、ともに執拗に攻撃を繰り返し、1機に黒煙を吐かせて海中に墜落したのを確認しB-29一機撃墜を報告。しかし林と清水は戦死した（米側記録損失無）。この日、林の紫電改は戦闘開始時にまたも増槽が落下せず、そのまま攻撃を開始するもエンジン及び垂直尾翼に被弾し垂直尾翼は破断してしまった。林は巧みに乗機を操り鹿児島県阿久根市折口浜の海岸に滑空で不時着水を試みたが、不運にも干潮時であったため砂浜へ直接胴体着陸する形となり、その際に落下しなかった増槽が砂中にのめり込んだことで機体に強烈な急制動が掛かったため、その反動で林は計器板に頭部を強打、頭蓋底骨折で死亡した。この日林の戦死を聞いた菅野は「あんなことを言わなければ･･･」と後悔していたという。
林が戦死した地点には「故林隊長弔火葬之跡」と書かれた木碑が建てられ、その後「故林少佐戦死之地」と書かれた石碑として再建されている。墓は神奈川県鎌倉市の報国寺にある。戒名は制空院顯勲喜重居士。

## 文献
- ヘンリー境田『源田の剣』ネコ・パブリッシング
- 源田実『海軍航空隊始末記』文春文庫
- 『MILITARY CLASSICS』vol.10 2005年夏号、イカロス出版